# Бальдовино, Амедео
Амедео Бальдовино (итал. Amedeo Baldovino; 5 февраля 1916 года, Александрия, Египет — 13 мая 1998 года, Триест) — итальянский виолончелист и педагог.
Учился, в частности, у Камилло Облака (1927—30), затем изучал композицию в Болонье под руководством Чезаре Нордио (1937—40). Как солист дебютировал в 1930 году в Милане, в том же году выступил с серией концертов в Италии и за её пределами (в том числе в Берлине). Мировая известность пришла после окончания Второй мировой войны, однако постепенно Бальдовино стал больше внимания уделять камерной музыке, поэтому известен, прежде всего как участник двух заметных итальянских камерных ансамблей: в 1957 году был одним из основателей Итальянского струнного трио (с Франко Гулли и Бруно Джуранна), а с 1962 г., сменив Либеро Лана, выступал в составе Триестского трио вплоть до его роспуска в 1995 году.
В то же время Бальдовино концертировал и как солист с широким репертуаром от Иоганна Себастьяна Баха до современных авторов. Среди оставленных им записей — сюиты Баха для виолончели соло, концерты Боккерини, Гайдна, Шумана, Дворжака, Элгара, Концерт для скрипки и виолончели с оркестром Брамса (с Джокондой де Вито), «Чакона, интермеццо и адажио» Даллапикколы (фрагменты этой записи звучат в посвящённом памяти композитора сочинении «Emircal» Марио Перагалло) и др. Играл на инструменте Страдивари («Мара», 1711).
С 1969 года преподавал в Национальной академии музыки «Санта-Чечилия» в Риме.
Дважды лауреат триестской премии Святого Михаила: за 1987 год (лично) и за 1993 год (в составе трио).
Памяти погибшей в юности дочери Бальдовино, Барбаре, посвящено сочинение Даллапикколы «Sicut umbra...».